# António Ferreira (Regisseur)
António da Rocha Cunha Ferreira (* 8. Dezember 1970 in Coimbra) ist ein portugiesischer Filmschaffender, der als Filmproduzent, aber auch als Filmregisseur, Drehbuchautor und Filmeditor tätig ist.

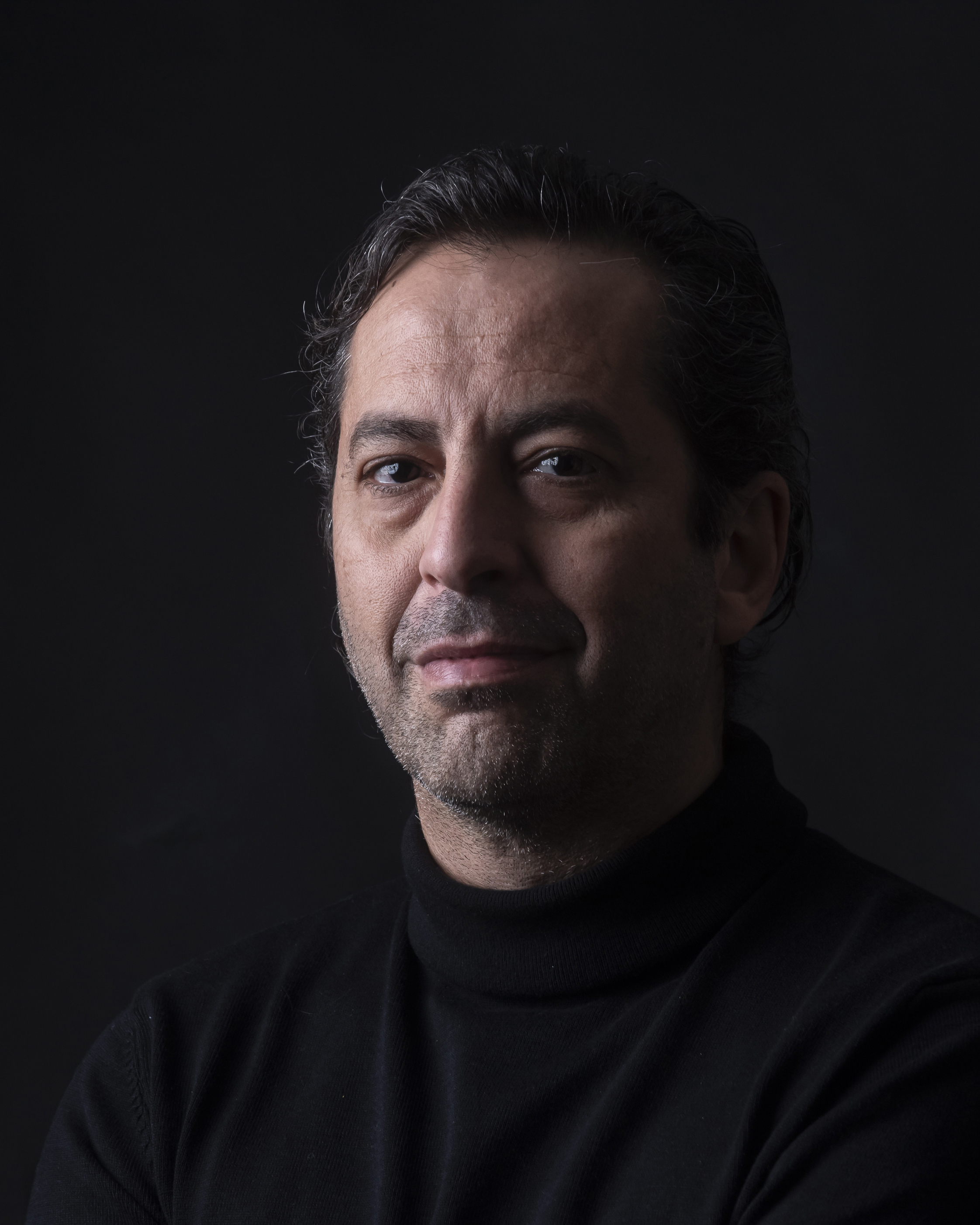
António Ferreira (2024)

## Leben
Ferreira verließ die Schule noch vor Ende des 12. Schuljahres und nahm eine Reihe Gelegenheitsjobs an, mit einer Beschäftigung als Softwareentwickler als längster Tätigkeit. Danach verbrachte er ein Jahr in Paris und leistete seine achtmonatige Wehrpflicht in Portugal ab.
1994 schrieb er sich an der Lissabonner Theater- und Filmhochschule Escola Superior de Teatro e Cinema ein. Sein letztes Studienjahr absolvierte er an der Deutschen Film- und Fernsehakademie Berlin, an die er über das europäische Erasmus-Programm kam und wo er 1998 seinen Abschluss machte.
Erste Beschäftigungen fand er im portugiesischen Film, wo er ab 2000 zunächst als Produzent von Kurzfilmen und Musikvideos für Gruppen wie Expensive Soul und vor allem Humanos wirkte. Mit der Regieassistenz für Joaquim Sapinhos Mulher Polícia (2003) als einer seiner ersten weiteren Tätigkeiten wandte er sich danach auch der Regie und dem Schreiben von Drehbüchern zu.
Mit Finanzierung durch die portugiesische ICAM (heute ICA) und andere portugiesische und auch deutsche  Filmförderungsanstalten stellte er 2000 seine erste beachtete Regiearbeit fertig, den 45-minütigen Kurzfilme Atmen unter Wasser (portugiesischer Originaltitel: Respirar (Debaixo d'Água)), für den er auch das Drehbuch schrieb und die Produktion übernahm. Der Film lief auf einer Vielzahl internationaler Filmfestivals, wo er auch mehrfach prämiert wurde, und erschien danach als DVD.
Auch seine Spielfilm Vergiss, was ich versprochen habe (Esquece Tudo o que te Disse) (2002), und die Kurzfilme Gott Wollte nicht (Deus Não Quis) 2007, seine Saramago-Verfilmung Embargo (2010) und Posfácio nas Confecções Canhão (2012) liefen erfolgreich auf zahlreichen Festivals, mit einer Reihe Auszeichnungen.
2018 erschien Pedro e Inês, Ferreiras Verfilmung von Rosa Lobato Farias Roman A Trança de Inês aus dem Jahr 2001. Der Film, der auf der tragischen historischen Liebesgeschichte zwischen Inês de Castro und dem späteren König D. Pedro I. aus dem 14. Jh. beruht, wurde der kassenstärkste portugiesische Film des Jahres und rangiert unter den erfolgreichsten portugiesischen Filmen seit 2004. Er führte Regie, schrieb das Drehbuch und war Produzent des Films.
Seit 2022 arbeitet Ferreira an seinem neuen Film, die Komödie A Bela América. Die brasilianisch-portugiesische Produktion, zu der er wieder das Drehbuch verfasste, die Regie führt und ihn produziert, dreht er wieder in seiner Heimatstadt, der alten Universitätsstadt Coimbra.

## Filmografie

### Regie und Drehbuch
- 1996: Gel Fatal – Regie und Drehbuch
- 1998: Sunset Boulevard (Musikvideo für die Gruppe Belle Chase Hotel) – Regie und Drehbuch
- 1998: W. C. (Kurzfilm) – Regie und Drehbuch
- 2000: Atmen unter Wasser (Respirar (Debaixo d'Água)) – Regie, Drehbuch und Produzent
- 2002: Vergiss, was ich versprochen habe (Esquece Tudo o que te Disse) –  Regie, Drehbuch und Produzent
- 2005: Maria Albertina (Musikvideo für die Gruppe Humanos) – Regie, Drehbuch und Produzent
- 2005: Humanos ao vivo no Coliseu dos Recreios de Lisboa – Regie und Produzent
- 2006: Humanos – A Vida em Variações (Doku.) – Regie, Drehbuch und Produzent
- 2006: 13 Mulheres (Musikvideo für die Gruppe Expensive Soul) – Regie und Produzent
- 2007: Gott mochte nicht (Deus Não Quis) (Kurzfilm) – Regie und Produzent
- 2009: Slow Time Love (Musikvideo für die Gruppe Blind Zero) – Regie und Produzent
- 2009: Não sei se sei (Musikvideo für die Gruppe Taxi) – Regie, Drehbuch und Produzent
- 2009: Sininho e o Tesouro Perdido (Musikvideo für Lúcia Moniz) – Regie und Produzent
- 2010: Embargo – Regie, Produzent
- 2010: A Guerra das Rosas (Musikvideo für Camané) – Regie, Drehbuch und Produzent
- 2012: Posfácio nas Confecções Canhão (Kurzfilm) – Regie und Produzent
- 2018: Pedro e Inês – Regie, Drehbuch und Produzent
- 2023: A Bela América – Regie, Drehbuch und Produzent

### Produzent
- 2000: Atmen unter Wasser (Respirar (Debaixo d'Água)) – auch Regie und Drehbuch
- 2000: Zwei in einem (Kurzfilm)
- 2002: Vergiss, was ich versprochen habe (Esquece Tudo o que te Disse) – auch Regie und Drehbuch
- 2005: Maria Albertina (Musikvideo für die Gruppe Humanos) – auch Regie und Drehbuch
- 2005: Humanos ao vivo no Coliseu dos Recreios de Lisboa – auch Regie
- 2006: Rockumentário (Doku.)
- 2006: 13 Mulheres (Musikvideo für die Gruppe Expensive Soul) – auch Regie
- 2006: Humanos – A Vida em Variações (Doku.) – auch Regie und Drehbuch
- 2007: Gott mochte nicht (Deus Não Quis) (Kurzfilm) – auch Regie
- 2007: Poeticamente Exausto, Verticalmente Só – A História de José Bação Leal (Video)
- 2008: Déjà Vú (Kurzfilm)
- 2008: Pago Para Ver  (Kurzfilm)
- 2008: À Flor da Pele  (Kurzfilm)
- 2009: Intervalo (Video)
- 2009: Slow Time Love (Musikvideo für die Gruppe Blind Zero) – auch Regie
- 2009: Não sei se sei (Musikvideo für die Gruppe Taxi) – auch Regie und Drehbuch
- 2009: Sininho e o Tesouro Perdido (Musikvideo für Lúcia Moniz) – auch Regie
- 2009: El justiciero  (Kurzfilm)
- 2009: Futebol de Causas (Doku.)
- 2010: Embargo – auch Regie und Drehbuch
- 2010: Hepicat (Kurzfilm)
- 2010: Retornos – Ko-Produzent
- 2010: Embargado (Video)
- 2010: A Guerra das Rosas (Musikvideo für Camané) – auch Regie und Drehbuch
- 2011: O Vôo da Papoila (Kurzfilm)
- 2011: Das 9 às 5
- 2012: Posfácio nas Confecções Canhão (Kurzfilm) – auch Regie
- 2012: Vazante
- 2012: Super Vodka (Kurzfilm) – Ko-Produzent
- 2013: Somos Gente Honrada – Ko-Produzent
- 2013: As coisas não são feitas por acaso
- 2013: Jogo das Decapitações – Ko-Produzent
- 2013: Almoço de Sábado (Kurzfilm)
- 2013: Jongo (Kurzfilm)
- 2015: Estive em Lisboa e Lembrei de Você – Linienproduzent
- 2015: Operação Angola: Fugir para lutar
- 2015: A Causa e a Sombra – ausführender Produzent
- 2018: Pedro e Inês – auch Regie und Drehbuch
- 2018: Caminhos Magnétykos
- 2020: Gafas Amarillas – Ko-Produzent
- 2021: Ese fin de semana
- 2023: A Bela América – Regie und Drehbuch